# 長絲深海狗母魚
長絲深海狗母魚為輻鰭魚綱仙女魚目青眼魚亞目爐眼魚科的一種，分布於西南太平洋紐西蘭及澳洲海域，屬深海底棲性魚類，深度可達4118公尺，體長可達30公分，棲息在大陸坡泥底質底層水域，生活習性不明。
种加词 longifilis 意为“长丝的”。